# Canton de Ribagnac
Le canton de Ribagnac est un ancien canton français du département de la Dordogne. Il faisait partie du district de Bergerac. Le canton avait pour chef-lieu Ribagnac.

## Histoire
Le canton de Ribagnac est créé en 1790 sous la Révolution en même temps que les départements. Il dépend du district de Bergerac jusqu'en 1795, date de suppression des districts.
Lorsque ce canton est supprimé par la loi du 8 pluviôse an IX (28 janvier 1801)  portant sur la « réduction du nombre de justices de paix », ses communes sont alors réparties entre le canton de Cunéges (Flaugeac, Monbazillac, Ribagnac et Rouffignac), le canton d'Eymet (Sadillac et Singleyrac) et le canton d'Issigeac (Bouniagues, Colombier, Conne-de-Labarde, Saint-Aubin-de-Lanquais, Saint-Cernin-de-Labarde et Saint-Perdoux), dépendant tous trois de l'arrondissement de Bergerac.

## Composition
Il était composé de douze communes :
- Bouniagues[2],
- Colombier[3],
- Conne Labarde[4],
- Flaujeac[5],
- Monbazillac[6],
- Ribagnac[1],
- Rouffignac[7],
- Sadillac[8],
- Saint Aubin de Lanquais[9],
- Saint Cernin de Labarde[10],
- Saint Pardoux[11],
- Singleyrac[12].

L'éphémère commune de Sainte Luce, fusionnée avec celle de Saint Cernin de Labarde dans les premières années de la Révolution, a peut-être fait partie de ce canton.